# 京成3500形電車
京成3500形電車（けいせい3500がたでんしゃ）は、1972年（昭和47年）より製造が開始された京成電鉄の通勤形電車。
本稿では2013年（平成25年）4月より芝山鉄道の保有車両となった芝山鉄道3500形電車についても記述する。

## 概要
輸送力増強と750形などの「青電」の置き換え用として1972年12月から1982年（昭和57年）5月までに4両編成24本96両が製造された。京成初のステンレス車体を採用し、初の冷房車となった。
本形式の車両番号は、4の数字が縁起が悪かったため直前の3300形から200飛んで「3500形」と命名され、従来車と同様に東寄りから第1編成が3501、3502、3503、3504、第2編成が3505 - 3508…と連番で付与されている。なお、以下京成の呼称に合わせて西寄り（京成上野方）先頭車の番号を「編成名」（第1編成=3504編成、第2編成=3508編成…）として解説する。

## 車両概説
本項では落成時の仕様および共通項目について説明する。増備車の差異と更新車の内容については当該項目を参照。

### 車体
骨組みは従来どおりの普通鋼ながら、外板はステンレス鋼のセミステンレス構造となり、銀色の金属地にファイアーオレンジ帯の外観は冷房装置とともに従来の京成のイメージを一新した。車体はドアや窓数、配置は従来車と共通であるものの、工法の簡略化のために角張ったものとなり、側面窓は別組み立て・後取り付けの「ユニット構造」とし、上段下降・下段上昇のラッチを廃した引っ掛け式を採用した。
セミステンレス車体の採用は、当時押上線の荒川橋梁や本線の江戸川橋梁の強度が不足し、3300形までの普通鋼製車体に冷房装置を取り付けると重量が限界を超えてしまう危険があったためだと言われている。このため1両辺りの質量も33tとなったが1970年代末に江戸川橋梁の架け替えや橋梁の強度向上が行われると3300形以前の鋼製の車両も冷房化されるようになった。
前面は切妻で、縁が強調された「額縁」スタイルとなった。中間組み込み時に室内寄り乗務員室扉で運転席を、前面貫通扉で助士席を仕切ることができるように扉の開き方が変更され、前照灯や尾灯は腰部に縦並びで配されたが、これらも京成で初めてである。車番は運行表示器とともに前面ガラスの内側に黒地で設置したが、このデザイン処理は後に他社にも波及した。その他、ユニット（後述）間連結部の妻窓が廃止された。落成当初は前面貫通扉の上に水切りがなかったが、後年で取り付けられている。

### 車内
天井や座席下部などほとんどが無塗装化された。また、浅草線内ではトンネルや駅の空調設備が不完全であるなどの排熱上の問題から冷房装置の使用も規制されていたため、冷房装置以外に補助送風機として東芝製の首振り式扇風機が設置された。
座席はロングシートで、室内化粧板の色は3300形と同様にローズ系ベージュ色となった。

### 機器類
主回路制御方式は界磁チョッパ制御も検討されたが、乗り入れ先の都営浅草線の当時の規定から全車とも従来の弱め界磁制御を行う抵抗制御で製造された。
電動発電機 (MG) は冷房装置の搭載により従来車より大容量化したCLG-355B（定格出力75kVA）、電動空気圧縮機 （CP） は2段圧縮タイプのC-2000-Mを搭載している。パンタグラフは菱形のものがM2車寄りに1基設置されている。3300形までと異なり、台車は住友金属工業製S形ミンデン方式台車に統一され、電動台車はFS389、付随台車はFS089となった。駆動装置は全車WNカルダン方式。モーターは3509 - 3510・3513 - 3516・3529 - 3536が東洋電機製造製TDK-8530-A、3549 - 3556・3561 - 3564・3573 - 3578・3589 - 3594が東洋電機製造製TDK-8531-A、3537 - 3540が三菱電機製MB3097-C3、それ以外が3300形や更新後の3200形でも使用している三菱電機製MB-3097-C2。以上4種の機種は基本的に同一設計で、京成社内ではまとめてKMM-3097-C（端子電圧500V、電流225A、出力100kW、定格回転数1,650rpm）と呼称する。台車や駆動装置を統一したため、主電動機は東洋製・三菱製のメーカー問わず交換にて入れ替えたりすることもあった。
主制御器は東洋電機製造製のACDF-H6100-575C（直列9段、並列6段、弱め界磁5段）。

## 編成ごとの差異
登録上は各車とも「3500形」である。3300形までと同様にM2車 - 　M1'車の2両で1ユニットを構成し、M2車は運転台寄りの台車に主電動機を搭載しない「0.5M車」となっている。ユニットが背中合わせに2つつながっているような格好であるため、2両ごとに分割が可能であり、実際分割したものを別の4両編成に連結した6両編成が容易に組める。なお、以下特別な場合を除いてM2車を「先頭車」、M1'車を「中間車」として解説する。
具体的な編成構成は以下のとおりである。方面は運行を開始した1973年当時に従い、成田空港駅（2代目）、東成田駅（初代成田空港駅）およびちはら台駅は未開業、「京成千葉」は現在の千葉中央駅を示す。
| ↑京成上野・押上・西馬込       |                 |                                                                       |
| 形式                          | 車両番号        | 詳細                                                                  |
| モハ3500形（M2）              | 3504, 3508…3596 | 電動発電機 （MG）と空気圧縮機（CP）などの補機類を搭載する制御電動車。 |
| モハ3500形（M1'）             | 3503, 3507…3595 | パンタグラフ、主制御器などの走行関係機器を搭載する中間電動車。        |
| モハ3500形（M1'）             | 3502, 3506…3594 |                                                                       |
| モハ3500形（M2）              | 3501, 3505…3593 |                                                                       |
| ↓京成成田・京成金町・京成千葉 |                 |                                                                       |

### 3504 - 3516編成
1972年末から1973年（昭和48年）初頭にかけて製造されたグループ。側面の車両番号と社章プレートが青地に白文字であった。

### 3520 - 3556編成
1973年春期から1974年（昭和49年）秋期にかけて製造されたグループ。側面の車両番号と社章プレートが帯色と同じファイアーオレンジになり、窓上の帯が若干細くなった。室内化粧板の色はカスタード系クリーム色になった。

### 3560 - 3572編成
1年空いて1976年（昭和51年）末から1977年（昭和52年）春期にかけて製造されたグループ。運転台の前面窓ガラスにガラスヒーター（初採用）、車掌弁に京浜急行電鉄（以下「京急」）車と同様の握りパイプをそれぞれ設置。客室も中間車のパンタグラフ付近の天井に扇風機と暖房器が増設されて、設備が改善された。
室内化粧板の材質はカスタード系クリーム色はそのままに無光沢から半光沢のものに変わり、耐久性が向上した。床下ではブレーキ作用装置が箱入り集中管座方式となり、緩解音が変化した。

### 3576編成 - 3592編成
1979年（昭和54年）夏期から1980年（昭和55年）春期にかけて製造されたグループ。3576編成を最後に京成と川崎重工業との取引が廃止され、以降の製造は残り2社に集約された。
3580編成からは種別・行先表示器の字幕が従来の白地に黒文字から青地に白文字に変更された。
3584編成中の3584 - 3583ユニットと3588編成（1980年2月製造・東急車輛製造製）の6両は、試作的に車体骨組みもステンレス鋼の「オールステンレス構造」で製造され、側扉のフレームなどに差異が見られる。

### 3596編成
1982年5月に製造された最終編成。次期形式の3600形と同時期に製造されたオールステンレス車両となった（本編成は日本車輌製）。ただし外観上は東急製とは異なり、セミステンレス車との見分けは難しい。この編成では天井の白デコラが半光沢のものから全光沢のものに変更されたほか、側面表示灯が2灯化された。

## 更新工事
本形式の製造から20年以上が経過し、内部の鋼材の腐食が進んだため、一部編成については1996年（平成8年）3月から大榮車輌によって車体の一部張り替えを含む大規模更新工事が実施された。以下、更新を受けた車両を「更新車」、更新を受けなかった車両を「原形車」として解説する。
更新車は前面の形状が大幅に変更され、三面折り妻で窓周りの縁取りが大きくなり、灯具は下部に角型・横並びで配置された。通過標識灯は従来尾灯と共用だったが、窓上への独立配置に変更され、貫通扉は大型の窓と種別表示幕を備える新品に交換された。下部には踏切事故対策で排障器（スカート）が設置された。ワイパーは電動式・ウインドウォッシャー付に更新した。
側面は窓がバランサー付き黒色サッシに交換され、合わせてドア間は横3分割から2分割に変更された。上部には車外放送用のスピーカーが設置され、窓下のコルゲート（断面が凹凸の、波状の補強構造）の本数が減少している。これらに伴い車体帯が全面的に貼り替えられ、新帯はフィルム製となった。車側灯はLED化、電動発電機（MG）故障時のため、自動受給電装置を新設した。
床下は、京浜急行電鉄の車両規定で編成最前部の台車にモーターがない本形式の乗り入れが規制されていたことから、京急線乗り入れのために先頭車の台車が前後で振り替えられ、ユニット寄りの台車がモーターなしとなった。車両間の引き通し線が交換された。これらによって更新車と原形車の混結は不可能となった。その他、ドアエンジンが座席下収納式から鴨居内蔵式に交換され、1998年（平成10年）11月出場の3536編成以降パンタグラフがシングルアーム式に交換されるようになった。
ブレーキ作用装置は新製し、保安ブレーキ、抑圧ブレーキ（耐雪ブレーキ）一体形となった。
乗務員室は前後方向に160mm拡張され、運転台計器類、スイッチ類の更新、戸閉再開閉スイッチが新設された。主回路状態表示器を新設し、運転台でユニット故障などの状態が把握可能となった。居住性改善のため、扇風機とシーズ式暖房から軸流送風機とファンヒーター（各2台）に更新した。警笛は電子警報器を新設した。
室内では化粧板と床敷物が3400形や3700形と同色のものに張り替えられ、室内灯は停電時の白熱予備灯が廃止されて1両あたり4本の蛍光灯が予備灯兼用となった。先頭車には車椅子スペースと通話式の非常通報装置が設置された。空調スイッチは両乗務員室から操作可能となり、空調制御は簡易マイコン式となった。扇風機は従来の東芝製から強弱自動切り替え機能付きの三菱電機製に交換された。同時に中間車のパンタグラフ付近の天井にも扇風機を増設した。
座席は当初オレンジ系柄入りモケット硬調クッションの個別シートに交換した。1999年（平成11年）7月出場の3552編成中の3552 - 3551ユニットから軟調クッションに変更。さらに同年11月に出場した3552編成中の3550 - 3549ユニットからは汚れが目立たないラベンダー系柄入りのモケットに変更し3種類が存在した。全車 端部には立客との干渉防止のために仕切りを設置した。
2001年（平成13年）3月までの5年間で1974年製の3556編成以前の14本が更新された。早期の運用復帰のため、1本目の3504編成を除き2両ユニット単位で更新・出場が行われた。関東地方の鉄道事業者ではあまり例がない本格的な更新工事で、続いて1976年以降に落成した10本も更新する予定だったが、鉄材の腐食が京成の予想以上に進んだ結果、更新コストが高額となり、直接新型車両に置き換えた方が得策であると判断されたため、結局2001年3月に出場した3548編成中の3546 - 3545ユニットを最後に打ち切りとなった。これにより、本形式は2017年2月の原形車全廃までの間、同一形式内に更新車と原形車の2種類が存在することになった。
2022年度に3508編成、3516編成、3544編成がワンマン化対応車になった。

## 登場後の動き

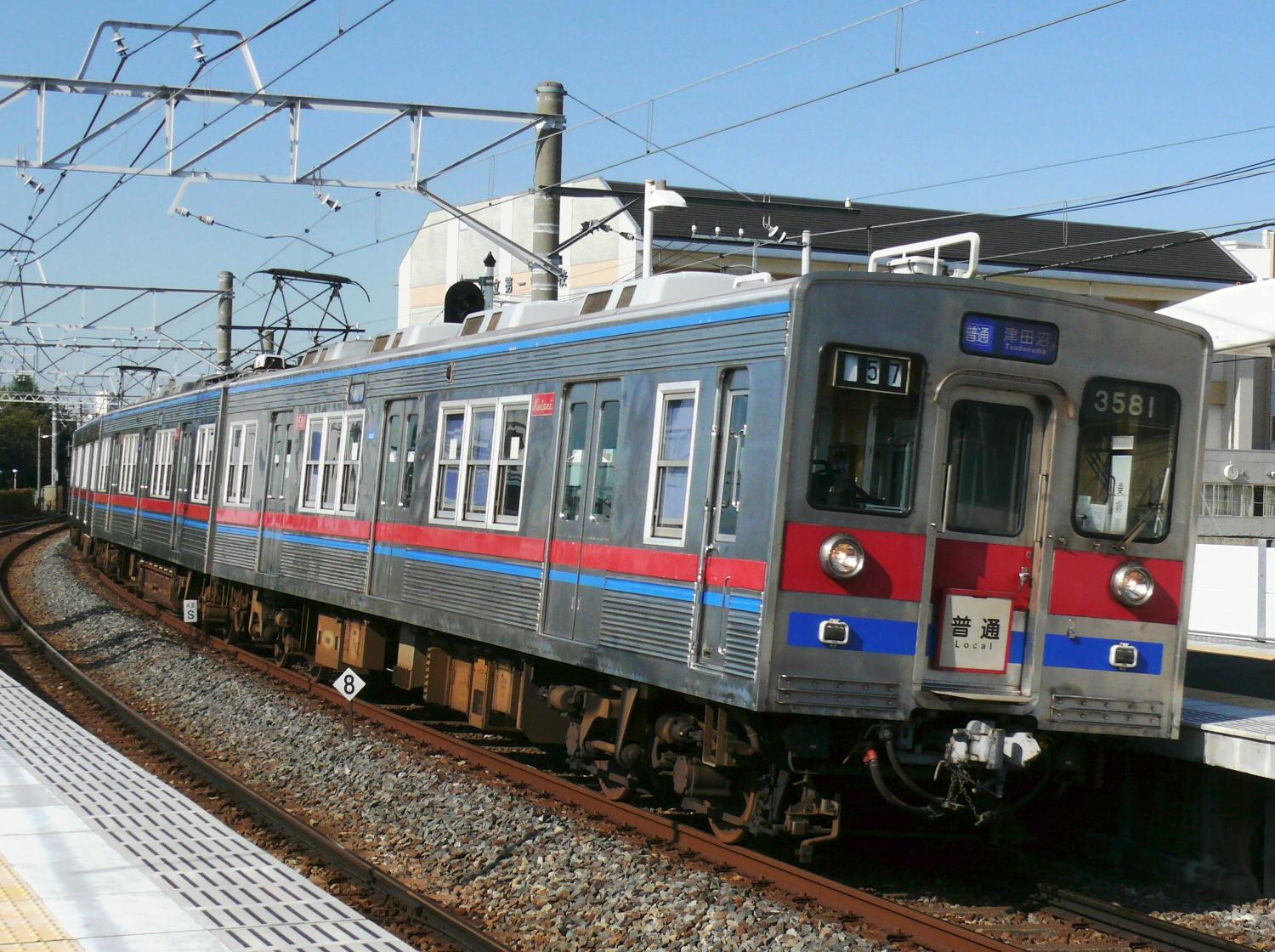
3500形 原形車（2007年11月12日 千住大橋駅）

### 2001年まで
- 1980年2月から1981年10月にかけて白地に黒文字表記であった3501 - 3576の種別・行先表示器字幕が3580編成以降と同一の青地に白文字のものに交換された。その後、1986年（昭和61年）春期から前面の予備行先板は取り外し、方向幕のみでの案内とした。
- 1984年（昭和59年）春期から1986年春に3592までの車両の側面表示灯を3596編成と同様に2灯化された。
- 1992年（平成4年）には大森台駅までの延伸開業に際して再度幕の交換が行われた。構造上20コマが上限となっているため三崎口のコマをなくしたうえで「大森台」に置き換えた。同年3月の3580編成を皮切りに側面窓上の帯を試験的にファイアーオレンジからブルーに変更した。同作業は全般・重要部検査出場時に施工したが配色を見直し1993年（平成5年）6月に出場した3564編成をもって打ち切った。結果「暫定帯色変更」となり全車には至らなかった。暫定帯色変更を施工した編成は以下のとおり。
  - 3504 - 3516・3524・3536 - 3544・3552 - 3564・3572 - 3580・3588 - 3596編成
- 以後、新造時以来側面窓上ファイアオレンジ帯色を「原色車」として解説する。
- 1993年8月に検査出場した3520編成から3700形に倣った窓上ブルー・窓下レッド+ブルーの新色への変更が始まった。本項ではこれを「現行色」として解説する。原色車だけでなく暫定帯色変更車も対象となり、1995年（平成7年）3月までに同年秋期に更新入場を控えていた3504編成以外の全車が現行色化された。なお、原色車は1995年2月中旬に定期検査入場した3548編成、暫定帯色変更車は1995年10月-11月に入場した3504編成をもって消滅した。
  - 前後して、千葉急行電鉄（現・京成千原線）がちはら台駅まで延伸して京成と相互直通運転を開始するのに伴い、1995年2月から3月にかけて全車の前面・側面行先表示器の字幕が小文字併用英字併記タイプに交換された。ただし種別幕は交換されなかったが、一部の編成は「エアポート特急」の幕が追加されている。
- 3536編成は、1996年8月の渥美清（『男はつらいよ』車寅次郎役）の死去に伴い、金町線で「ありがとう寅さん電車」の運転に使用し、ヘッドマークも取り付けられた[3]。

### 2001年以降

#### 更新車グループ（3501 - 3556）
4・6・8両（4両編成2本連結）と編成替が唯一可能な車種になった。
2015年3月以降は、6両編成と4両編成が組まれ、8両編成は短期暫定で組まれるのみになった。
2002年（平成14年）10月12日のダイヤ改正で種別体系が変更されるのに伴い、同年7月から9月にかけて全車の種別幕が交換された。普通=黒、快速=ピンク、特急=赤など各種別ごとに色分けがなされ、前面貫通扉部分は白地に種別色文字、側面は種別色地に白文字となった。新幕の書体は細ゴシック体（ナール）で、小文字併用英字併記となった。2010年（平成22年）7月17日のダイヤ改正前に前面貫通扉部分の種別幕が側面と同じ形態になった。
2002年10月以降、3504編成を皮切りに室内座席でオレンジ系硬調個別シートで更新出場した車両に対して3700形3868編成と同様のラベンダー系色柄入のバケットシートに変更する工事を行った。交換は編成単位で実施され、2007年（平成19年）2月の3512編成を最後に終了した。オレンジ系柄入軟調個別シートだった3552編成中の3552 - 3551は同年7月に座席表地のみをラベンダー系柄入りのものに交換し、編成相方の3550 - 3549などと同様となった。よって京成所属車からオレンジ系柄入りのシートは消滅し、本形式更新車のシートカラーは統一した。さらに、2007年8月 - 2009年1月にかけて、ラベンダー系軟調個別シートで更新出場した車両もラベンダー系柄入バッケットシートに交換し、3500形更新車のシート色・形状は統一した。同作業は3700形でも施工し、個別シートは3700形3848編成を最後に2011年4月以降使用されなくなった。
2002年（平成14年）12月に3524編成中の3523号のみ試験的にパンタグラフがシングルアーム式に換装された。2005年（平成17年）8月より3532編成を皮切に菱形パンタグラフで出場した編成に対してはシングルアームパンタに換装し、2008年（平成20年）1月の3552編成を最後に完了した。尚、3524編成の3522も2007年12月にシングルアーム式パンタグラフに換装した。
2007年4月末、3512編成の各連結面に転落防止幌が設置されたが、幌形状に問題があり、同年5月に台座を残して撤去された。その後、3516・3520・3540・3556編成で台座のみが設置された後、しばらくして幌が取り付けられ、その他の編成も定期検査時などに順次幌設置工事を施工し2010年1月までに更新車全車で設置した。
3300形を4両化した2008年春以降、京成車としては唯一頻繁に編成替えを行うグループとなり4両編成普通運用の他に4＋4両の8両編成も数本組成され、2016年度までは都営浅草線・京急線羽田空港乗り入れ運用にも充当されていた。
3532編成は、2009年7月2日放送のフジテレビ『逃走中・上野編』で、逃走者（出演者）を捜索・確保するハンターを100人乗せ、京成上野駅まで貸切列車『ハンタートレイン』として運行された。種別表示は「臨」で、撮影中は車内の様子が窺えないよう、側面すべての窓に黒いカーテンが取り付けられた。
2010年7月17日のダイヤ改正以降は4＋4の8両4本と、4＋2または2＋4の6両4本に定着し4両編成は2013年春まで原則的に組まなくなった。
その際、3528編成と3548編成を2両分割し6両編成を組むのを原則とし、この点は現在に至っている。6・8両編成の相方編成も年単位で定着していた。尚、検査入場する編成がいた場合等   暫定で編成替を行い、一時的に4両編成を組むこともある。又、一時的に3528編成や3548編成が4両に戻されること等もある。
2013年2月からは3000形8次車増備による3300形の置き換えに伴って、同時点で8両編成を組成していた3504編成と3508編成・3516編成と3544編成を分割し、2013年3月時点で3504編成と3516編成・3544編成は単独の4両編成となった（その後の編成替で6両編成になった編成も存在する）。以後、3520編成＋3524編成・3532編成＋3536編成の2本が8両編成として運行されていた。その後、この2本は2013年12月より組成を4+4編成から以前に暫定編成で組まれていた2+4+2編成に組み換えられた。なお編成替は2016年現在でも頻繁に行われているため組成が変わることもある。
2014年3月からは3000形3028編成導入により3520編成と3524編成が単独の4両編成になった。
2014年11月8日のダイヤ改正にて本線・千葉線・千原線の普通電車を一部6両化したため、3500形更新車で6両編成を2本増やした。3528編成・3548編成に加え3520編成も2両分割し6両編成を組むこととした。以後、3500形更新車は8両編成1本、6両編成6本、4両編成3本（以下、3500形更新車4両編成は芝山鉄道所属車を含む）を組むことが定着化した。
2015年2月中旬、最後まで8両に組成されていた3532編成と3536編成が単独の4両編成となり、この時点で本形式の8両編成での運用は事実上消滅した。ただし、8両固定編成で不都合な編成が生じた場合等の代走等で、3500形更新車を一時的に8両編成に組成させる場合がある。この組成では4＋2・2＋4の編成に成田方または上野方に2両を増結させており、4両編成に違う車番編成の2両と2両を組み合わせた編成もある（例：4＋2＋2・2＋2＋4）。以後、3500形更新車は6両編成6本、4両編成5本で定着化したが、適宜組替えられている。
2016年秋頃までは都営浅草線・京急線へ乗り入れる運用にも充当されていたが、2017年度以降は乗り入れ運用から退き京成線内のみ運用されることとなり、普通列車（各駅停車）および6両編成の快速限定で運用されており、3000形と共に普通列車の主力として運用されている。代走等で8両編成を組む場合でも、京成上野-成田空港間の快速特急・特急を中心とした自社線内のみの運用に限定されている。
2018年9月30日には3532編成が廃車となり、更新車にも廃車が発生した。また、2021年11月12日には、3520編成と3552編成の京成成田側の2両（3549 - 3550のユニット）が廃車された。

#### 原形車グループ（3557 - 3596）

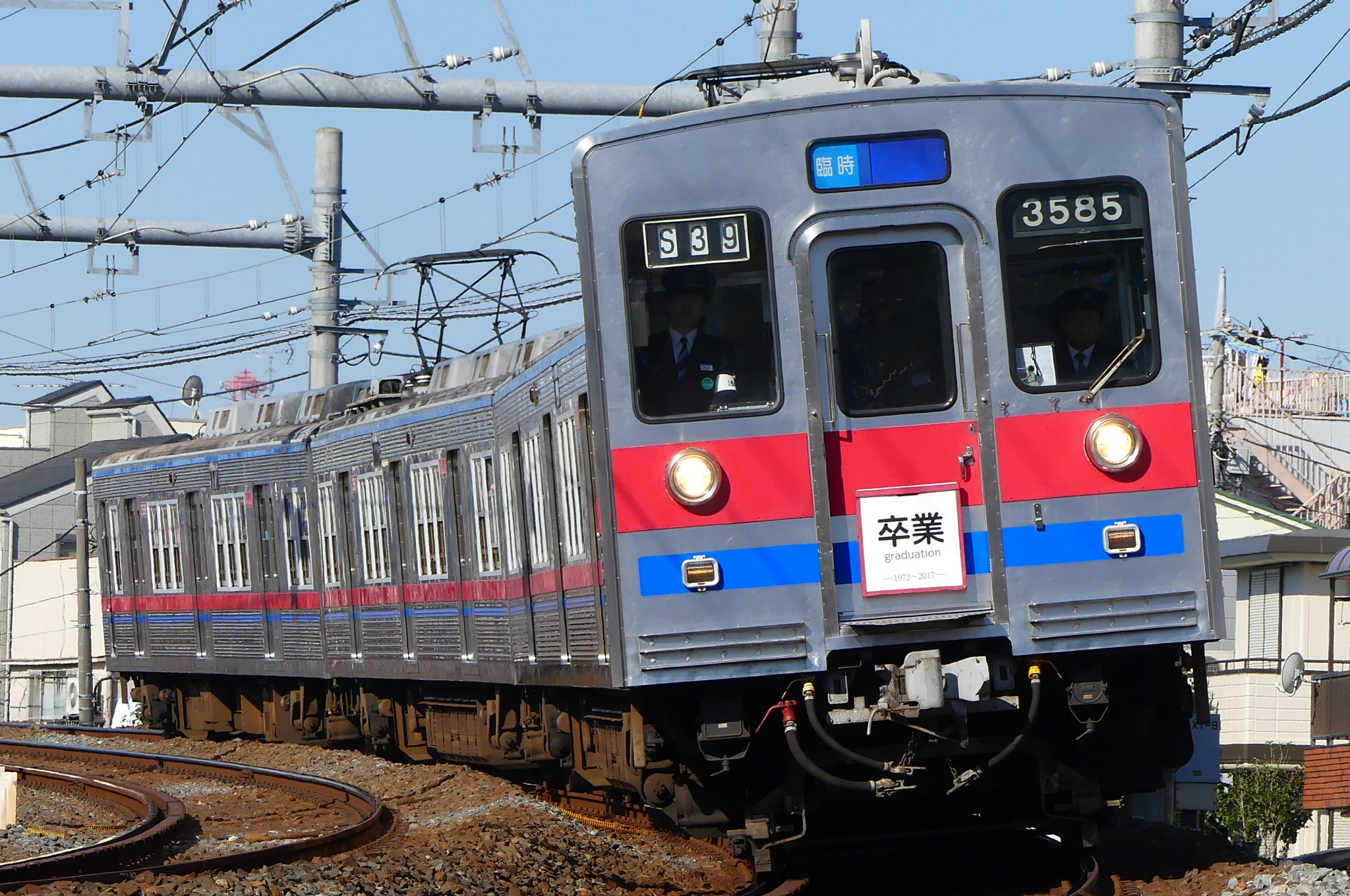
3500形原形車　さよなら運転

本グループは、1998年11月18日の京急空港線羽田空港駅開業時のダイヤ改正より8両編成運用が廃止され、6両編成の運用も2000年10月の3548編成中の3546 - 3545ユニットの最後の更新入場以降に廃止された。4両以外の編成が組成出来ないので、運用も本線普通や支線運用限定となり、更新車グループで行われた種別幕の交換は行われなかった。
2000年7月以降、車両番号と社章プレートがファイアーオレンジ地からレッド地に順次変更された。3580編成より編成単位で始まり、2002年9月の3588編成を最後に完了した。また、種別板に「普通」表示が新たに加えられた。
新3000形1次車が出揃った2003年（平成15年）3月より廃車が開始された。最初に廃車されたのは3560編成4両である。続いて2005年2月には3564・3568編成が、同年9月には3572編成が廃車となり、1976年度落成分の16両全てが廃車となった。
3572編成は2005年8月に運用離脱後、廃車までボルスタレス台車の試験に使用された。台車は廃車後に3700形3848編成に転用されて継続試験された。
なお、このグループはドアエンジン交換がなされず、3150形が運用終了となった2001年4月以降京成で最も古いドアエンジン装備車となっていた。
残る3573 - 3596も引き続き廃車が続けられ、2008年3月には3580・3584編成が廃車となり、京成グループ全体で初のオールステンレスカーの廃車（3584 - 3583ユニット）が発生した。
3596編成は、2008年5月31日から7月30日まで車体に葛飾観光PRラッピング電車の第1弾として、菖蒲まつりと花火大会のラッピングが施された。
3592編成は、2008年11月8日に開催された都営フェスタ'08 in 浅草線アクセスのための臨時列車として、印西牧の原駅から西馬込駅まで運行された。通常原形車が入線しない北総鉄道北総線に入線したほか、都営浅草線内はエアポート快特の停車駅と五反田駅に途中停車した。
2008年から2013年までの間は成田スカイアクセス関係の新車導入を優先したため、車両の代替はストップしており、2013年に新3000形の増備が再開されるが3300形が先に廃車対象となったため2016年までは廃車は発生しなかった。
2016年2月に3592・3596編成、3月には3576編成が廃車となり、原形車編成は3588編成のみとなった。
最後に残った3588編成は、2017年2月25日・26日のさよなら運転をもって引退。3500形は更新車のみ在籍するようになった。また、京成から方向板を使う車両が消滅した。

#### 両者共通
原形車グループは廃車が迫っていることもあり、両グループ共通で行われた改造は京成全体で行われた最小限のもののみである。
- 2001年3月に京成グループのCIロゴタイプが導入されるのに伴い、全車両の側面に「K'SEI GROUP」ロゴが貼付された。従来の「Keisei」ロゴプレートも残されている。
- 客室蛍光灯破損時による事故防止のため、2004年（平成16年）4月から6月にかけて在籍車全車両の室内客室部蛍光灯がガラス飛散防止の物に交換された。新しい蛍光灯は色温度が低くなり、室内の印象が若干変わった。
- 車内でのマナー向上のため、2005年12月から2006年（平成18年）2月に在籍全車両の優先席部分の窓に「優先席」ステッカーが追加されるとともに、吊り革が輪・皮ともに黄色の物に交換された。
- 2006年初夏からATSが更新され、C-ATS化が実施された。原形車グループは更新車グループや他形式と比較して工事が遅れていたが、同年9月の3588編成より開始され、2007年1月に在籍する全車が更新された。
- 4+4編成、2013年12月に組まれた2+4+2編成の8両編成組成時は浦賀方から3両目に弱冷房車を設定され、車体にシールが貼られる。ただし組成時期によっては設定されない時もあり、更新前では4両単独での設定が一時期あった。京成の弱冷房車は2019年現在4両編成、6両編成では設定されていない（千葉線に乗り入れる新京成電鉄車両の6両編成は設定され、押上線・成田スカイアクセス線に乗り入れる京浜急行電鉄車両8両編成は浦賀寄り3両目に加え7両目にも設定される）[8][9]。

## 芝山鉄道3500形電車

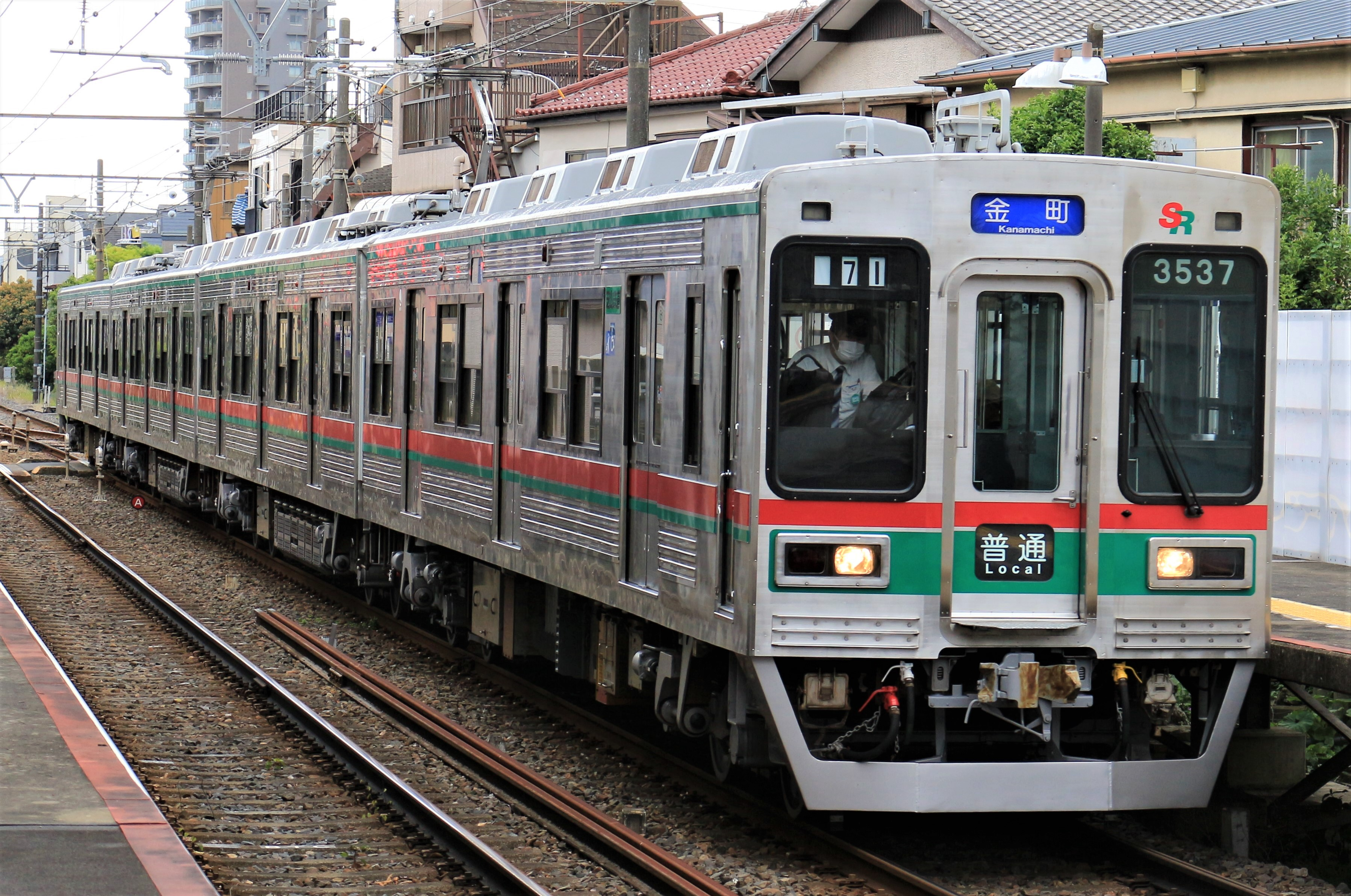
芝山鉄道3500形

2013年4月1日付で、京成電鉄の3500形のうち、4両編成の3540編成（3537 - 3538 - 3539 - 3540）が3600形3618編成に代わって芝山鉄道の所属車両となった。同年4月中旬に「Keisei」プレートが緑色の「芝山鉄道」の社名表記に変更されたが、帯色は変更されなかった。その後、2019年に前面右上に芝山鉄道の社章の「SR」マークが掲示され、2022年4月15日には本年10月に芝山鉄道線開業20周年を迎えることを記念し、かつての3618編成と同様の帯色に変更された。車両運用は京成電鉄と共通化されている。

## その他
- 登場当時からの6年間程度は最前部の台車に電動機がない未更新の状態であるにも関わらず、京急久里浜線への乗り入れ運用に時折使用された。更新車は試運転で金沢八景駅まで走行したことがある。
- イギリスのバンド、The Policeの1978年発表の1stアルバム『Outlandos d'Amour』収録の楽曲「So Lonely」のプロモーション・フィルムには都営浅草線三田駅構内および同線車内で撮影されたものが使用されており、当時の様子がわずかながら動画で観ることができる。